# 馬拉霍韋 (別列贊卡區)
46°54′53″N 31°21′7″E / 46.91472°N 31.35194°E
馬拉霍韋（烏克蘭語：Малахове），是烏克蘭南部的村莊，隸屬尼古拉耶夫州的尼古拉耶夫區。該村面積0.4平方公里，海拔高度39米，2001年人口322，人口密度每平方公里805人。